# AP Trading
AP Trading ApS og datterselskabet Texas Andreas Petersen A/S er en dansk virksomhed, der handler med og producerer elektronik og haveredskaber. De har hjemsted i Odense og sælger deres varer i Danmark og 34 lande. De har elektronikmærkerne Powerness, Powervision og Wooxhome. Desuden producerer og sælger de havemaskiner og haveredskaber af mærket Texas. I 2024 havde AP Trading 107 ansatte.
AP Trading blev etableret i 1978 under navnet Skovkontoret Højby. I 1990 skiftede de navn til AP Trading. I dag er virksomheden ejet af familien Winther Petersen. Andreas Petersen begyndte at sælge havemaskiner af mærket Texas i 1960.

## Ekstern henvisning
- Officiel hjemmeside (dansk)